# 19952 Ashkinazi
A 19952 Ashkinazi (ideiglenes jelöléssel 1982 UV6) a Naprendszer kisbolygóövében található aszteroida. Ljudmila Georgijevna Karacskina fedezte fel 1982. október 20-án.